# Langa del Castillo
Langa del Castillo è un comune spagnolo di 177 abitanti situato nella comunità autonoma dell'Aragona.